# Stoomtramweg-Maatschappij Oostelijk Groningen

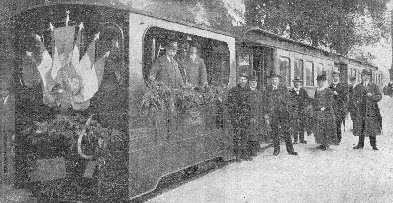
De feestelijke opening van de lijn Winschoten – Delfzijl in 1919

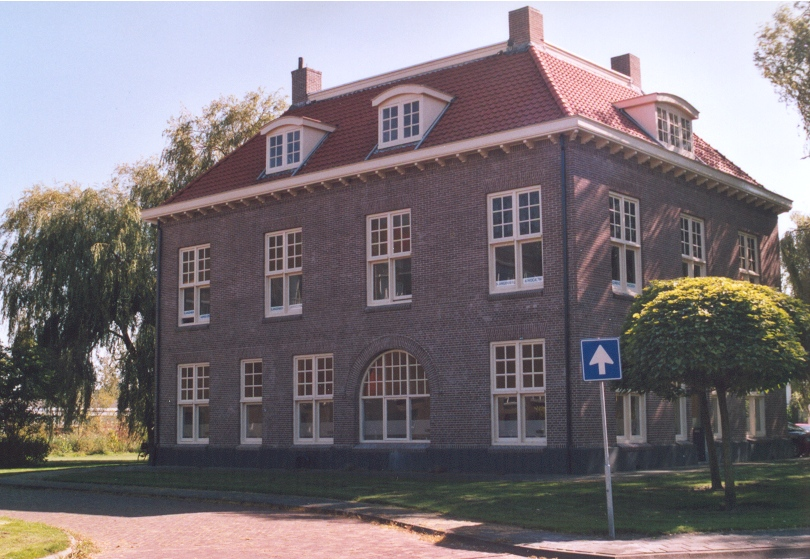
Het voormalig hoofdstation en hoofdkantoor te Winschoten in 2004.

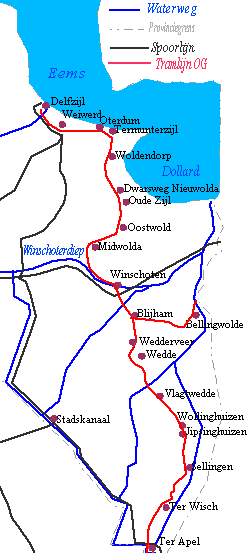
De tramlijnen van de OG

De N.V. Stoomtramweg-Maatschappij Oostelijk Groningen (OG) was een maatschappij voor vervoer van personen en goederen in gebied tussen Ter Apel en Delfzijl van 1915 tot 1948. Dit gebeurde eerst met stoomtrams, later ook met vrachtauto's en autobussen.

## Geschiedenis

### Oprichting
In 1905 schrijft Dirk Bos, Tweede Kamerlid en voorman van de Vrijzinnig Democratische Bond, een artikel in de Winschoter Courant waarin hij constateert dat de nieuwe spoorlijn van de Noordoosterlocaalspoorweg-Maatschappij (NOLS) het oosten van de provincie Groningen links laat liggen. Hij stelt voor om in dit deel van de provincie een net van stoomtramwegen aan te leggen om hier de bevolking "in beweging te brengen."
Deze brief blijft niet zonder gevolgen. Er wordt een bijeenkomst belegd in Winschoten, bezocht door provinciale en gemeentelijke politici, industriëlen, landbouwers, enz. Naar aanleiding van deze vergadering installeert de Commissaris der Koningin in Groningen de commissie tot verbetering van het verkeerswezen in oostelijk Groningen in 1906. Deze commissie, onder voorzitterschap van Dirk Bos, ontwikkelt haar plannen in samenspraak met de gemeenten in de streek. In 1907 worden de aandelen en obligaties voor de op te richten maatschappij uitgeschreven. De gemeenten en provincie nemen deze voor het overgrote deel voor hun rekening.
Als eerste wordt de lijn Winschoten – Ter Apel uitgewerkt op papier. Daarnaast worden er vergeefse pogingen gedaan de Stoomtramweg-Maatschappij Oldambt – Pekela (SOP) te integreren in de nieuwe maatschappij. De paardentrammaatschappijen Winschoten – Bellingwolde (WB) en Eerste Groninger Tramway-Maatschappij (EGTM), waarvan de laatste een lijn exploiteerde van Zuidbroek via Veendam naar Ter Apel op normaalspoor worden wel overgenomen. Besloten wordt dat de nieuwe stoomtramlijnen een spoorwijdte krijgt van 1067 mm (kaapspoor).
Op 12 juni 1912 wordt de onderneming opgericht. Er komen twee directeuren: Th. Verlaan en S.H. Dallinga. Het hoofdkantoor wordt gevestigd te Winschoten, aanvankelijk in Hotel de Vrijheid, later in het tramstation te Winschoten. Initiatiefnemer Dirk Bos neemt zitting in de Raad van commissarissen.
In 1913 wordt het bestek van de lijnen aanbesteed. In 1914 breekt de Eerste Wereldoorlog uit, waardoor de bouw van de lijnen veel vertraging oploopt en de kosten ervan sterk stijgen. Ook de aanschaf van het rijdend materieel wordt daardoor veel moeilijker.

### Aanleg
De eerste lijn die gereed komt is Winschoten - Ter Apel. In 1915 beginnen de trams te rijden. In Ter Apel is er aansluiting op stoomtramlijnen van de DSM en de EDS, die hier elk een eigen station hebben. In 1921 komt een verbinding tot stand tussen de lijnen van de OG en de EDS, en in 1925 tussen die van de DSM en OG.
De lijn volgt vanaf Ter Apel de Ruiten Aa en komt langs de dorpen Sellingen, Jipsinghuizen en Wollinghuizen. Vanaf hier wordt het Veelerdiep gevolgd naar Vlagtwedde en Veele. Bij Wedde wordt de Westerwoldse Aa overgestoken. Dan komt de lijn bij het dorp Wedderveer. Vervolgens gaat hij door Blijham om ten slotte Winschoten te bereiken. Hier komt een groot emplacement te liggen en wordt ook een tramhaven aangelegd.
In 1917 wordt de paardentramlijn naar Bellingwolde verbouwd. Deze takt in Blijham aan op de lijn naar Ter Apel. Het tracé wordt verzwaard, de oude rails worden hergebruikt bij de tramlijn Amsterdam - Sloten.
In 1919 komt de tramlijn Winschoten - Delfzijl gereed. Deze lijn doet de plaatsen Heiligerlee, Midwolda, Oostwold, Woldendorp, Termunten, Termunterzijl, Oterdum, Heveskes, Weiwerd en Farmsum aan. Het havenspoor in Delfzijl bestaat uit normaalspoor. Om toch de wagons op het haventerrein te kunnen laten komen wordt gebruikgemaakt van rolwagens.
Omdat voor het onderhoud van de tramlijnen veel zand nodig is exploiteert OG een eigen zandgat bij Veele. OG verhandelt ook zand afkomstig uit dit gat.
In 1919 worden de plannen opgegeven om de paardentramlijn van de EGTM voor stoomtrams geschikt te maken. De hele afwikkeling van de EGTM levert OG een grote verliespost op.

### Opkomst en neergang
In 1924 bereikt het vervoer per stoomtram een relatief hoogtepunt. Door de gestegen kosten vanaf de Eerste Wereldoorlog is het vervoer nooit winstgevend geworden, met uitzondering van het jaar 1943. Na 1924 gaat het bergafwaarts. Door de ligging van de lijnen, op enkelspoor langs de kant van de weg, kunnen ondanks het relatief moderne stoomtrammaterieel nooit hoge snelheden worden ontwikkeld, zodat de sukkelende OG-tram de bijnaam Ol’ Graitje (Ouwe Grietje) krijgt. In 1931 worden de eerste bussen aangeschaft en in 1936 wordt al het personenvervoer per bus verzorgd. Alleen voor speciale excursies naar het Dierenpark Emmen in Emmen en voor kampeertochten van scholen rijdt de personentram nog. Ook wordt er nog naar Delfzijl gereden om daarvandaan een boottocht naar Borkum te kunnen maken.
In de Tweede Wereldoorlog worden veel bussen door de Duitse bezetters gevorderd en ontstaat een tekort aan benzine en dieselolie. Aan steenkool is geen gebrek en daardoor beleeft het personenvervoer per stoomtram nog een onverwachte opbloei. Na de bevrijding blijkt dit slechts tijdelijk te zijn geweest. Het feit dat OG altijd een nogal ambtelijke en weinig slagvaardige organisatie heeft gehad, keert zich dan tegen het bedrijf.

### Einde
In 1948 krijgt OG geen concessie voor het exploiteren van buslijnen. Op 12 mei van dat jaar worden de diensten dan ook stopgezet. De GADO te Hoogezand, een dochteronderneming van de Nederlandse Spoorwegen, mag deze in dit deel van de provincie Groningen exploiteren. Het noordelijkste traject van Woldendorp en Termunten door de Oosterhoek naar Delfzijl gaat naar de particuliere busonderneming DAM te Appingedam, die daar eind jaren twintig ook al reed en toen een belangenovereenkomst sloot met OG. Vervolgens gaat de onderneming in liquidatie, die pas in 1953 wordt afgerond. Tot 1950 rijden alleen nog trams om zand voor de aanleg van de toenmalige rijksweg 42 te vervoeren van de eigen zandwinning bij Veele naar het traject van de weg bij Winschoten.

## Materieel

### Locomotieven
In totaal heeft OG 24 stoomlocomotieven in dienst gehad. De aanschaf van nieuwe locomotieven gaat moeizaam, want wegens de Eerste Wereldoorlog kan de Duitse industrie niet op tijd leveren. OG schaft in deze tijd daarom eerst 14 gebruikte exemplaren aan. Het gaat om:
- 4 locomotieven 1-4: Hanomag (1889 en 1891, ex NmTM)
- 4 locomotieven 5-8: Machinefabriek Breda (1897, ex RTM, tentoonstellingstype)
- 2 locomotieven 9-10: Henschel und Sohn (2 aannemerslocs, ex Ibelings & Huisman)
- 4 locomotieven 11-14: Machinefabriek Breda (1906, ex Stoomtram Tiel - Buren - Culemborg (TBC)).

Na de oorlog worden nieuwe locomotieven aangeschaft:
- 10 locomotieven 15-24: Linke-Hofmann (1922-23, model Verhoop).

Hierna worden de nummers 1-4 verkocht aan de Stoomtram Maas en Waal en de aannemerslocs 9 en 10 aan de Tramweg-Maatschappij "De Meijerij". De 5-8 worden gesloopt. De dienst wordt voortaan dus uitgevoerd met de 11-14 ex-TBC en de Verhoop-locomotieven 15-24. Deze laatste geven veel problemen. Ze zijn geregeld defect. Hiervoor kan OG de locomotiefbouwer kosten in rekening brengen. Ze blijken ook te zwaar voor het lichte spoor en bochtige traject van de OG.

### Rijtuigen
Ook de levering van de rijtuigen verloopt stroef, zodat OG in het begin genoodzaakt is rijtuigen te huren van Oldambt-Pekela en de DSM.
De volgende personenrijtuigen worden nieuw in dienst gesteld:
| Serie              | Bouwjaar    | Fabrikant | Bijzonderheden | Afbeelding |
| ------------------ | ----------- | --------- | --- | ---------- |
| BC21 - 28, C41- 42 | 1915 - 1917 | Beijnes   | Deze 10 rijtuigen waren de eerste die door de OG in dienst zijn gesteld. Er waren twee typen rijtuigen, zowel in een combinatie 2e en 3e klasse en 3e klasse. De serie BC21 - 28 kenden 11 zitplaatsen tweede klasse en 20 zitplaatsen 3e klasse. De rijtuigen C41 - 42 hadden 37 zitplaatsen 3e klasse. Oorspronkelijk waren er gaslampen maar die werden na de Tweede Wereldoorlog door elektrische lampen vervangen. Afvoer vond plaats rond 1949. Eén van de tien rijtuigen werd als kantoor gebruikt in Nijmegen bij de firma E.W. Smit. Twee andere rijtuigen werden een noodwoning in Stadskanaal en Heerenveen. Vier rijtuigen uit de serie BC21 - 28 werden geëxporteerd naar Italië. Rijtuig BC25 en BC28 werden rijtuig 73 - 74 bij de SSIF tussen Domodossola - Ribellasca. Rijtuig BC22 en BV23 werden 71 en 72 bij de Ferrovie Autolinee Regionali Ticinesi op de Spoorlijn Locarno - Camedo. Rijtuig 71 - 72 werden buiten dienst gesteld in 1972. De 73 - 74 in 1982. Daarna werden de rijtuigen verkocht met onbekende bestemming. Rijtuig 73 of rijtuig 72 (ex BC23 / BC25) kwam in 1986 terecht bij de Stichting Brabant Rail en kwam in 1994 terecht bij de Stoomtran Hoorn - Medemblik. Andere rijtuigen zijn mogelijk, maar niet zeker, verkocht aan de Liberian Mining Company naast een aantal goederenrijtuigen. |            |

- 4 rijtuigen 2e en 3e klas: BC 29-32: Linke-Hofmann (1923), met bagageruimte, die de "zwien'nbak" wordt genoemd.
- 3 post-bagagerijtuigen: PD 61-63: Beijnes 1916

De vierassige Beijnes-rijtuigen hebben ook bij hogere snelheden goede rijeigenschappen, maar die kan men niet benutten. De baan, die veel onderhoud vergt, wordt geleidelijk verbeterd, zodat de eigenschappen van de locomotieven en rijtuigen beter tot hun recht komen, maar dat is dan niet meer nodig door de terugloop van het vervoer. De Link-Hofmann-rijtuigen voldoen minder goed. Ze zijn lang en zwaar en schommelen bij hogere snelheden.  

### Goederenmaterieel
Het nieuw aangeschafte goederenmaterieel komt in het begin van Pennock, later ook van andere fabrieken, zoals La Brugeoise.

### Bewaard gebleven
Goederenwagen E 102 (bedrijfsvaardig) en rijtuig 27 (niet bedrijfsvaardig) bevinden zich in de verzameling van de Museumstoomtram Hoorn - Medemblik. De wagens E 81 en E 93 zijn bewaard bij Kleinbaan Service B.V., Kloosterlaan 21 A,  NL 9675JL Winschoten.